# لأنسيني لورتي (كيبك)
لأنسيني لورتي (بالإنجليزية: L'Ancienne-Lorette, Quebec)‏ هي بلدة و بلدية محلية في كيبيك تقع في كندا في Capitale-Nationale. يقدر عدد سكانها بـ 16,745 نسمة ومساحتها 7.70 كم2 .